# Opcje kompilacji
Opcje kompilacji, parametry kompilacji – zestaw argumentów i instrukcji dla Kompilatora, sterujących procesem kompilacji. Opcje kompilacji w zależności od kompilatora lub środowiska programistycznego mogą być specyfikowane w różnych miejscach i formie, zarówno w systemie programowania, systemie operacyjnym jak i samym kodzie źródłowym.

## Rola i znaczenie
Opcje kompilacji są specyficznym elementem określonej implementacji danego języka programowania, wpływającym w istotny sposób na kod wynikowy generowany na podstawie kodu źródłowego. Zmiana pewnych opcji, może więc prowadzić do wygenerowania, na podstawie tego samego kodu źródłowego w danym języku, innego kodu wynikowego. Zwykle w konkretnym systemie programowania są zdefiniowane opcje domyślne kompilacji, dla dostępnego zestawu opcji kompilacji. Standardowe ustawienia dotyczą kompletnego zestawy opcji, umożliwiając przeprowadzenie kompilacji bez jawnej specyfikacji czy też zmiany tych opcji, w sposób typowy. Programista jest uwolniony od zajmowania się tą kwestią, do chwili konieczności wprowadzenia pewnych niestandardowych ustawień.
Choć zestaw dostępnych opcji kompilacji zależny jest zasadniczo od autora kompilatora, to wiele form specyfikacji tych opcji jak i standardów konkretnego języka programowania lub jego wersji, wymusza na producentach kompilatorów uwzględnianie w kompilatorze pewnego wybranego zestawu standardowych opcji kompilacji, ewentualnie rozszerzonego o opcje niestandardowe, dodane przez autora kompilatora. Oczywiście takie postępowanie ma miejsce tylko przy założeniu zgodności tworzonego kompilatora z określonym standardem.

## Rodzaje
Opcje kompilacji dzieli się zwykle na dwie grupy:
globalne, głównetj. takie, które dotyczą całej przetwarzanej jednostki programowej (modułu)
lokalne, pobocznetj. takie, które są umieszczane w kodzie źródłowym i dotyczą wybranego fragmentu kompilowanej jednostki, w specyficznych przypadkach dana opcja może dotyczyć pojedynczej instrukcji.

## Formy specyfikacji
Opcje kompilacji mogą być specyfikowane w następujących formach:
- jednostka leksykalna języka programowania
- preprocesor
- dyrektywy kompilatora
- opcje wywołania kompilatora
- opcje systemu programowania

Należy zauważyć, że opcje wywołania kompilatora oraz opcje systemu programowania nie pozwalają na specyfikowanie lokalnych opcji kompilacji. Jednak umożliwiać mogą definiowanie opcji domyślnych dla lokalnych opcji kompilacji. Zdefiniowanie wartości domyślnej dla opcji kompilacji oznacza, iż takie ustawienie obowiązuje dla całej kompilowanej jednostki, chyba że kompilator natrafi w tekście kodu źródłowego na specyfikację danej, lokalnej opcji, zmieniającej ustawienie domyślne. Występujące dalej, w opisach poszczególnych form specyfikacji, stwierdzenie, że dana forma jest dostępna tylko dla opcji globalnych, należy rozumieć jako możliwość definiowana opcji globalnych i ustawień domyślnych (globalnych dla danego modułu) lokalnych opcji kompilacji (o ile konkretny kompilator dopuszcza taką formę). 

### Jednostka leksykalna języka programowania
Jest to jednostka stanowiąca część składni określonego języka. W konkretnym języku może być taka jednostka, zgodnie z nomenklaturą danego języka, zaliczana do grupy pewnych typowych jednostek zdefiniowanych w składni tego języka, np. instrukcji; choć w swej istocie są opcjami dla kompilatora. Przykładem są instrukcje OPTIONS w języku Visual Basic.

### Preprocesor
Preprocesor jest rozbudowaną formą specyfikacji opcji kompilacji, często definiowaną przez określony standard języka, co powoduje uwzględnienie zestawu standardowych opcji w wielu kompilatorach dostarczanych przez różnych producentów dla tego samego języka.  Przykładem jest preprocesor języka C.

### Dyrektywy kompilatora
Dyrektywy kompilatora są okrojoną formą, w porównaniu do preprocesora, specyfikacji opcji kompilacji, choć również są definiowane często przez standardy pewnych języków programowania. Przykładem są języki: Pascal i PL/M.

### Argumenty wywołania kompilatora
Ten sposób specyfikacji opcji kompilatora umożliwia definiowanie jedynie globalnych opcji kompilacji, odnoszących się do całej przetwarzanej jednostki programowej. Specyfikowane są w wierszu wywołania kompilatora, zgodnie ze specyfiką konsoli tekstowej danego systemu operacyjnego, w której następuje wywołanie kompilatora. Do tej formy zaliczane jest także specyfikowanie opcji kompilacji w zdaniach języków opisu prac, np. JCL, dostępnych w stosowanych dawniej systemach operacyjnych oraz definiowane zmiennych systemowych, z których dany kompilator może odczytywać opcje swojego działania, oraz programach pomocniczych typu Makefile.

### Opcje systemu programowania
Dany system programowania, w szczególności zintegrowane środowisko programistyczne, może udostępniać (co dziś w graficznych systemach okienkowych jest standardem), możliwość definiowana globalnych opcji kompilacji, w systemie programowania. Są to określone okienka dialogowe umożliwiające za pomocą różnych kontrolek tworzenie zestawu ustawień. Takie systemy były dostępne także dla trybów tekstowych (np. systemy programowania serii Turbo). Obecnie są szeroko rozpowszechnione w graficznych środowiskach systemowych (np. MS Windows).

## Dostępność form specyfikacji
W wielu systemach pewne opcje kompilacji, szczególnie globalne, mogą być specyfikowane w kilku formatach równocześnie, np. w formie dyrektywy, argumentu wywołania i opcji systemu (np. w kompilatorach serii Turbo).
Również sama forma identyfikacji opcji może być:
- różna, lub
- jednolita,

dla różnych form specyfikacji danej opcji. Przykładowo dla kompilatora języka PL/M-80 opcje kompilatora identyfikowane są słowami kluczowymi z ewentualnymi argumentami wywołania, które mogą być użyte w wywołaniu kompilatora (dla opcji globalnych) w wierszu poleceń, jak i w wierszy dyrektywy kompilatora zawartej w kodzie źródłowym. Przykładowe dyrektywy to: PAGING, NOPAGING, XREF i inne.